# CSM Bacău (handbal masculin)
Clubul Sportiv Municipal Bacău, cunoscut sub numele de CSM Bacău, este o echipă profesionistă de handbal masculin din Bacău, România. Clubul a fost fondat în 1962 sub numele de Dinamo Bacău și a fost cunoscut pentru o perioadă și ca Știința Municipal Dedeman Bacău, din motive de sponsorizare. Cele mai bune performanțe ale clubului sunt trei locuri 2 în Liga Națională, în 2012, 2013 și 2014 și două locuri 3 în 1968 și 1980. Echipa este secția de handbal a CSM Bacău (Clubul Sportiv Municipiului Bacău).

## Istorie
Activitatea sportivă a fost și a rămas strâns legată de Universitatea „Vasile Alecsandri”, de la înființarea acestuia în anul 1961, legătură ce s-a păstrat continuu. Ca în orice instituție de învățământ a luat ființă în același timp și o asociație sportivă, care avea, printre atribuții, cuprinderea cadrelor didactice și a studenților în practicarea exercițiilor fizice. De asemenea, începutul este legat și de profesorul Nicolae Guidea, singurul cadru specializat care preda lecțiile de educație fizică la facultățile nou create, dar care concomitent se preocupa și de formarea unei echipe masculine de handbal.
În anul 1968, la doar 6 ani de la fondare, Știința Bacău a cucerit prima medalie din istoria handbalului băcăuan. Sub comanda lui Lascăr Pană, „studenții” de atunci au reușit să se claseze pe locul al treilea în prima divizie. 12 ani mai târziu, pregătită de Nicolae Guidea, echipa de handbal masculin a Științei și-a trecut în palmares încă o medalie de bronz.
Au urmat două decenii și jumătate în care cea mai bună clasare a Științei Bacău în prima ligă a României a fost pe locul al patrulea, performanță reușită de trei ori (1986, 1995, 2003).

### Anul 2006 – un proiect al municipalității și al sponsorului Dedeman
Proiectul Știința Municipal Dedeman Bacău a început în 2006, Asociația Top Sport fiind înființată cu scopul de a revitaliza handbalul masculin local. Pe o bază financiară solidă, asigurată de către Primăria Municipiului Bacău și sponsori, s-a început un nou drum cu obiective majore pe plan intern și internațional.
Sezonul competițional 2006-2007 a reprezentat un punct de relansare a echipei de handbal masculin. A reușit revenirea în Liga Națională cu victorii pe linie. După ce a promovat în prima ligă în anul 2007, echipa de handbal masculin, sub denumirea Știința Municipal Dedeman Bacău, a reușit să-și îmbogățească în mod consecvent palmaresul înregistrând în fiecare sezon realizări notabile.
În perioada 2008-2011, Știința Municipal Dedeman Bacău a avut o prezență constantă în primele șase locuri din România.
Anul 2011 a culminat cu cel mai mare succes al echipei pe plan european. Știința Municipal Dedeman Bacău, pregătită de Gabriel Armanu, a ajuns în semifinalele Cupei Challenge, unde a fost învinsă de RK Koper (Slovenia) cu scorul general de 59-57 (27-34 în tur, în deplasare și 30-25 în retur, acasă).

### Trei medalii de argint la rând în Cupa României
În același interval de timp (2012-2014), Știința Municipal Dedeman Bacău a fost contracandidata echipei HCM Constanța și la cucerirea Cupei României. În fiecare dintre acei trei ani, Știința a cedat în ultimul alt al competiției în fața campioanei.

### Supercupa României din 2014, singurul trofeu din vitrina Științei
În anul 2014, vicecampioana Știința Municipal Dedeman Bacău a fost din nou adversara celor de la HCM Constanța, formație care a câștigat atât Liga Națională, cât și Cupa României.
Deși au pierdut duelul (21-24), Supercupa României a revenit ulterior Științei, în urma unei decizii luate de către Federației Române de Handbal, din cauza faptului că HCM Constanța a folosit un jucător fără drept de joc.

### Final de drum
Sezonul 2014-2015 a fost ultimul sezon în care secția de handbal masculin a Științei Bacău a avut activitate. Antrenați de Mateo Garalda, câștigător al Ligii Campionilor de șase ori ca jucător, băcăuanii au încheiat campionatul regulat pe locul al șaptelea și play-offul, desfășurat, atunci, în sistem eliminatoriu, pe locul al optulea, cu un lot decimat de plecări. După încheierea stagiunii, echipa s-a desființat.

## Palmares
- Liga Națională:

 Vicecampioană (3): 2012, 2013, 2014
 Locul 3 (2): 1968, 1980
- Divizia A:

 Campioană (1): 2018
 Vicecampioană (1): 2016
 Locul 3 (1): 2017

## Infrastructură
Clubul își joacă meciurile de acasă în Sala Sporturilor din Bacău, o sală de sport cu o capacitate de 2.000 de locuri.

## Lot 2023-2024
Portari
- Tudor Stanescu
- Stefan Grigoras
- Richard Freiwald

Extreme
LW
- Catalin Ionut Braescu
- Florin Dospinescu

RW
- Vasile Dobrincu
- Gabriel Bujor

Pivoti
- Lukasz Rogulski
- Aliaksei Ushal
- Georgel Gheorghita Costea

Linia de 9 metri
LB
- Sajad Esteki
- Eduard Belchite

CB
- Bahdan Serhel
- Gabrielius Zanas Virbauskas

RB
- Ionut Adrian Stanescu
- Oleksii Ganchev